# Olmsted Point
Olmsted Point est un point de vue panoramique aménagé dans le parc national de Yosemite, en Californie, aux États-Unis.